# Elezioni primarie del Partito Democratico del 1980 (Stati Uniti d'America)
Dal 21 gennaio al 3 giugno 1980, si svolsero le Elezioni primarie del Partito Democratico in cui si scelse il candidato democratico alla presidenza nelle Elezioni presidenziali negli Stati Uniti d'America del 1980. Il Presidente degli Stati Uniti in carica Jimmy Carter fu selezionato come candidato attraverso una serie di elezioni primarie e caucus che terminarono nella Convention nazionale democratica del 1980 tenutasi dall'11 al 14 luglio 1980 a New York City, New York dove fu riconfermato il vicepresidente in carica Walter Mondale.